# Kaširskaja (stanice metra v Moskvě)
Kaširskaja (rusky Каширская) je přestupní stanice moskevského metra, jedna ze tří stanic na nejstarším části linky Bolšaja kolcevaja (původně samostatná linka Kachovskaja), a též i jedna z mnoha stanic na lince Zamoskvorevské.
Kaširskaja se nachází na jihu města nedaleko moskevského inženýrsko-fyzikálního institutu. Tato přestupní stanice slouží cestujícím již od 11. srpna 1969. Od 26. října 2019 do 10. května 2023 byla stanice uzavřena pro cestující využívající původní Kachovskou linku, aby byla rekonstruována a stala se součástí linky Bolšaja kolcevaja. V souvislosti s celkovou rekonstrukcí stanice byla mezi 12. listopadem 2022 a 10. květnem 2023 uzavřena i v rámci Zamoskvorecké linky.

## Charakter stanice

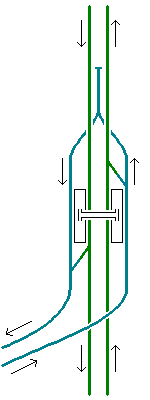
Linky Kachovskaja (tyrkysová) a Zamoskvoreckaja (zelená) vedou stanicí tímto způsobem

Stanice je podzemní, hloubená. Tvoří ji dvě nástupiště; východní a západní, z nichž každé slouží pro jeden směr; přestup mezi linkami je tak možný bez použití přestupní chodby, jež obě části stanice spojuje. Obě nástupiště jsou si velmi podobná; odpovídají tehdejší unifikované koncepci tvorby stanic z začátku 60. let; hlavním odlišným prvkem je druh mramoru použitý na obklad sloupů, které podpírají celé nástupiště. V obou částech stanice jsou také stěny za nástupištěm obložené bílými dlaždicemi; souvislý pruh přerušují v určitých intervalech dekorativní reliéfy s tematikou elektrifikace (toto téma bylo zvoleno vzhledem k blízkosti přehradní nádrže).